# Лееманс, Фернанд
Фернанд Лееманс (нидерл. Fernand Leemans; 13 сентября 1925 Брассхат, провинция Антверпен, Бельгия — 3 июня 2004 Барселона, Испания) — фигурист из Бельгии, бронзовый призёр чемпионата Европы 1947 года в мужском одиночном катании. Участник зимних Олимпийских игр в 1948 году.
В 1956 году в фильме «Золотая симфония» исполнил роль фигуриста-чемпиона, а также дублировал исполнителя главной роли в сценах на коньках.

## Спортивные достижения
| Соревнования/Сезоны | 1947 | 1948 |
| ------------------- | ---- | ---- |
| Зимние Олимпиады    |      | 11   |
| Чемпионаты мира     |      | 11   |
| Чемпионаты Европы   | 3    |      |

## Жизнь по окончании спортивной карьеры
Снялся в кинофильме «Золотая симфония» (Австрия, 1956 г.) в качестве дублера главного героя на льду.